# Giovanni Battista Giovio

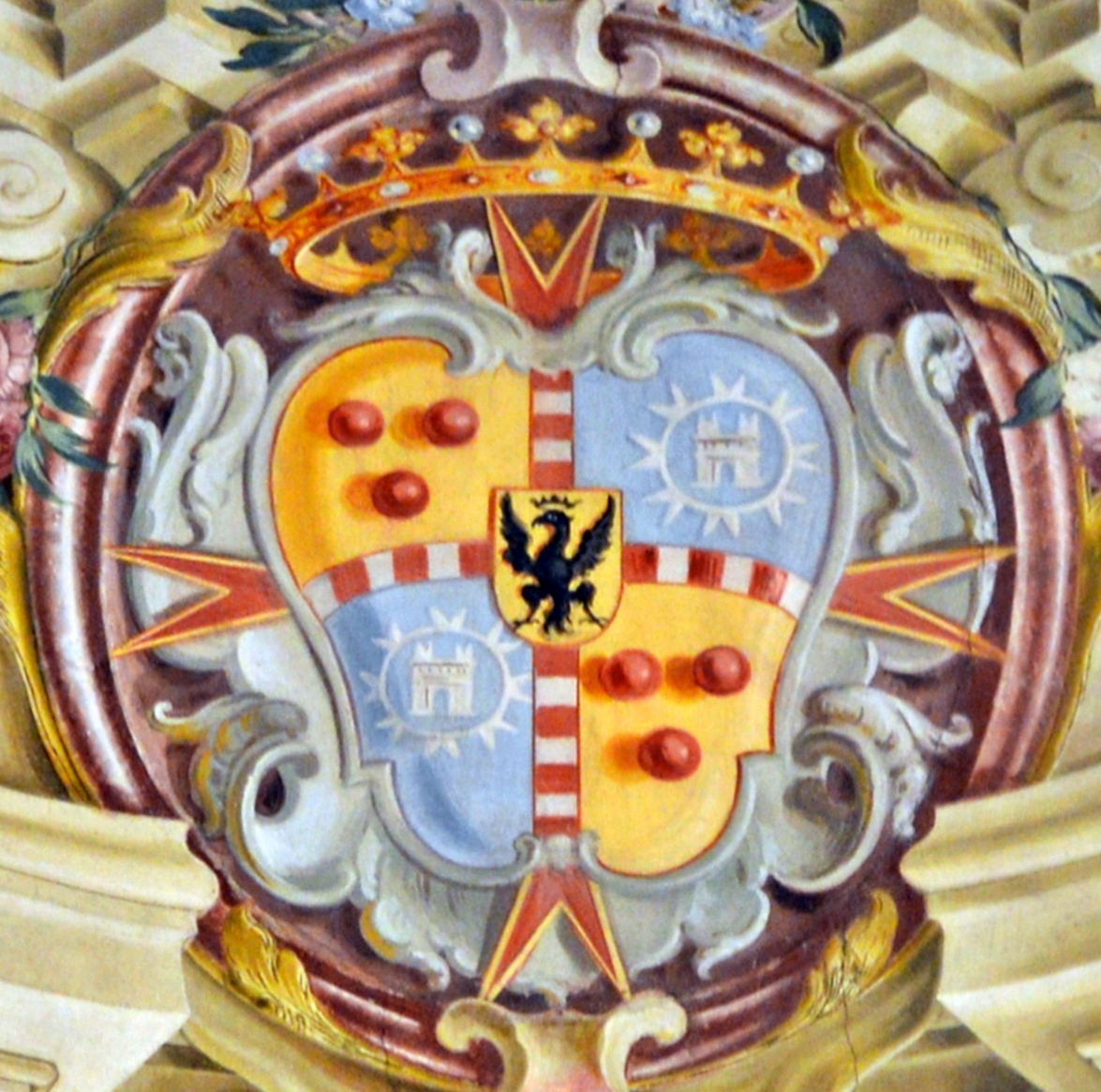
Stemma Conti Giovio

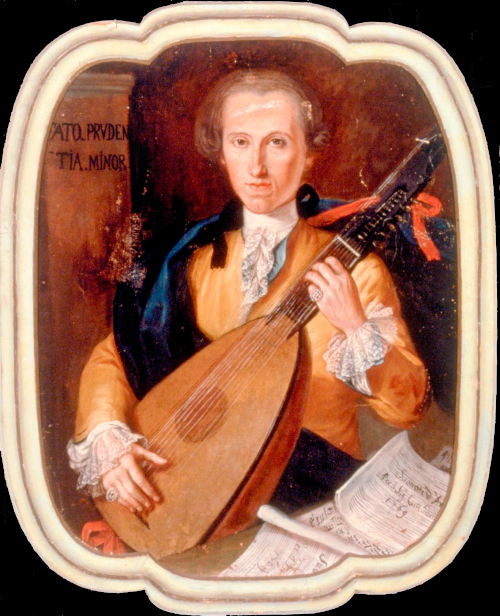
Ritratto di Giovanni Battista Giovio che suona il liuto, sulla colonna il motto della famiglia: Fato prudentia minor. Conservato presso il Museo Archeologico Paolo Giovio di Como.

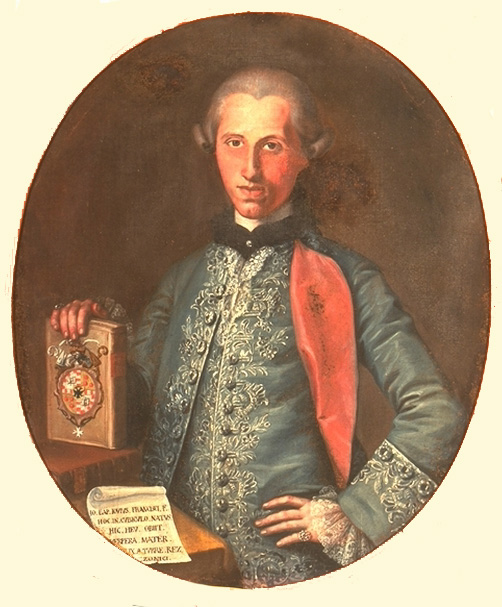
Ritratto di Giovanni Battista Giovio. Conservato presso il Museo Archeologico Paolo Giovio di Como.

Giovanni Battista Giovio, o Giambattista (Como, 10 dicembre 1748 – Como, 17 maggio 1814), è stato un nobile e letterato italiano, Cavaliere dell'Ordine di Santo Stefano di Toscana e Ciambellano dell'imperatrice Maria Teresa d'Austria.

## Biografia

### Giovinezza
Giovanni Battista Giovio nacque a Como il 10 dicembre 1748. Unico figlio del conte Francesco Giovio, Rettore dell'Isola Comacina, e di Felicia Della Torre di Rezzonico, figlia di Teresa Odescalchi, cugina di Papa Innocenzo XI, al secolo Benedetto Odescalchi. La madre Felicia morì per complicanze del parto e il padre spirò il 1 febbraio 1753; sul solo Giambattista gravò quindi la sopravvivenza del ramo principale del casato Giovio.
Giovanni Battista, orfano, venne affidato dapprima al prozio conte Ottavio Giovio (poi morto nel 1757) e quindi alla tutela del cugino il Cavaliere Fulvio Tridi fino al raggiungimento della maggiore età. Tridi sentì il peso della responsabilità che gli era stata affidata: prendersi cura del giovane conte e amministrare l'ingente patrimonio Giovio (su questo Giovanni Battista gli rimproverò poi una gestione miope e un pessimo talento di amministrazione). Giovanni Battista nel 1757 venne ammesso nel Collegio dei nobili di Milano a Brera, retto dai padri gesuiti. Il giovane seguì la codificata ratio studiorum gesuitica, fu istruito dagli esponenti della Compagnia di Gesù quali: Giuseppe Galeazzo Visconti d'Aragona, Guido Ferrari, Girolamo Tiraboschi, Ignazio Venini, Pasquale Bovio, e si distinse ricevendo l'attenzione del plenipotenziario Carlo di Firmian, il quale chiese al tutore che venisse a completare gli studi nel collegio di Vienna, progetto che tuttavia fallì. Nel Collegio di Brera seguì lezioni di scienze, teatro, retorica, lingua francese, ballo, scherma; ma più di tutte proficua e duratura fu la vicinanza di Girolamo Tiraboschi: egli gli trasmise l'interesse per la storia e per la tradizione della letteratura italiana, nonché gli fu maestro nel conciliare le scienze alla letteratura. Nel 1765 Giovanni Battista continuò gli studi nel Collegio dei Nobili di Parma. Nel periodo parmense il Giovio frequentò con continuità lo zio Antongioseffo e il cugino Carlo Gastone della Torre di Rezzonico, uno dei protagonisti della cultura poetica europea della seconda metà del Settecento.

#### Le prime opere
Nel 1767 Giovanni Battista, diciottenne, si trasferì a Milano; in questo vivace e stimolante ambiente, tra i salotti letterari da una parte degli illuminati radicali di Pietro Verri e dall'altra di Giuseppe Parini, il Conte iniziò la carriera di poeta. Le prime opere furono i Poemetti filosofici: in Sopra il Sole, indirizzato a Gastone Rezzonico, critica il crepuscolarismo di Cartesio ed elogia la dottrina eliocentrica di Copernico e Newton; in Le Stelle, rivolto ad Alessandro Volta, viene descritto un viaggio nel sistema celeste e vengono trattati i temi dell'oblio e della lontananza; Del mondo in generale, di lui origine e fine è rivolta al gesuita Francesco Le Cloarec, e sostiene che, se anche i grandi inventori sono l'espressione della capacità dell'uomo di conoscere e migliorare la propria condizione, per conoscere la verità profonda del mondo occorre rivolgersi al Creatore. Nell'agosto del 1772, in occasione della visita di Ferdinando Carlo Antonio d'Asburgo-Lorena e Maria Beatrice d'Este, Giovanni Battista consegnò agli Arciduchi la sua prima pubblicazione: il sonetto celebrativo Ferdinando Austriaco M. Beatrici Atestinae ornamenti Italie [...]. Nel 1773 pubblicò la prima versione del "Saggio sopra la religione"; l'opera, divisa in venti capitoli, poggia sull'assunto che l'evoluzione umana e la storia è un succedersi di avvenimenti preordinati dalla Provvidenza aventi il fine della felicità dell'uomo e la gloria di Dio. La critica apprezzò la chiarezza dello stile e la forza delle argomentazioni di quest'opera, annoverandolo tra le "poche voci levate, almeno nell'idioma natio, in opposizione al gran numero dei libri oltremontani".

#### Nomine
Il 30 giugno 1773 venne nominato Cavaliere del Sacro Militare Ordine di Santo Stefano di Toscana. I commissari che il Granduca Pietro Leopoldo inviò erano Lanfranchi e Panciatichi, i quali attestarono che Giovanni Battista era figlio di nobili genitori le cui famiglie si erano "distinte per nobiltà di costumi" e attestarono 4/4 di nobiltà: il giovane era "gentiluomo di vita, costumi e qualità nobili corrispondenti ai suoi nobili natali; che era di bella e grata presenza, lodevolmente applicato agli studi, sano di corpo, atto agli esercizi militari e cavallereschi; che non era macchiato d'infamia e di eresia; che quanto alle sostanze era una dei più ricchi della sua patria". L'investitura avvenne il 2 maggio 1773 nella prepositura di San Sisto in Como per mano del cav. Guicciardo Guicciardi. Giovanni Battista fu molto fiero e legato al S.M. Ordine di Santo Stefano, tanto da disporre nel proprio testamento di essere sepolto con la divisa dei cavalieri.
L'11 novembre 1773 ricevette la chiave di Ciambellano di Sua Altezza Imperiale Regina Maria Teresa d'Austria, prestando giuramento a Milano nelle mani di Carlo di Firmian e ricevendo dal Cancelliere austriaco Wenzel Anton von Kaunitz-Rietberg le congratulazioni per la nomina. Con questa onorificenza si inserì nella ristretta cerchia di nobili che godevano dell'accesso alla corte dell'Arciduca di Milano.

### Il rientro a Como

#### Le fabbriche delle ville di famiglia
Lasciato l'appartamento di Milano, Giovanni Battista ricevette da Fulvio Tridi, il 31 gennaio 1774, i registri di casa e la memoria per regolare il patrimonio, e si insediò stabilmente in Como.
Giovanni Battista dedicò molte energie ed ingenti capitali per il riassetto dei possedimenti e delle ville di famiglia. Il primo intervento fu la ristrutturazione e l'ampliamento del palazzo in città, la cosiddetta Giovia, attualmente Museo Archeologico Paolo Giovio. I lavori durarono tre anni ed interessarono sia la struttura architettonica che gli ambienti interni; commissionò a Giambattista Rodriguez, allievo di Carlo Innocenzo Carloni, quattro tele come ciclo celebrativo della famiglia: due rappresentanti Paolo Giovio in veste di ambasciatore di Francesco I e avanti Leone X, una rappresentante Benedetto Giovio avanti Francesco II Sforza, e l'ultima rappresentante sé stesso mentre, domate l'avarizia, la simulazione e l'invidia, si avvia al tempio della gloria. Contemporaneamente alla Giovia, il conte avviò la ristrutturazione della villa di Breccia, soggetta a vari interventi dal 1775 al 1794 col riassetto neoclassico ad opera di Simone Cantoni e pensata come rievocazione del Museo di Paolo Giovio. Sempre nel 1775 acquistò da Carlo e Benedetto Odescalchi la villa di Grumello che si affaccia sul lago di Como e commissiona opere di ristrutturazione. Nel 1777 acquistò da Carlo Tolomeo Gallio la villa di Balbiano, restituendola alla famiglia dopo l'alienazione da Ottavio Giovio nel 1596, ma fu per breve tempo poiché nel 1787 fu rivenduta al cardinale Durini (nel testamento del conte si accenna alle pressioni operate dal cardinale per l'acquisto). Per la villa di Verzago, divenuta proprietà Giovio nel 1636 con le nozze tra Ippolita Dugnani e Ottavio Giovio, riorganizzò l'intera struttura conglomerando vari edifici in un solo palazzo e ridisegnò i giardini; pose per questi lavori particolare cura, la predilezione per la villa di Verzago, infatti, traspare da alcune sue lettere: «le foreste in generale piacquero sempre all’animo mio, onde sì lieto dimoro a Verzago, che tanto è boscoso alle spalle» e dalla volontà di essere sepolto nella Cappella, nel sepolcro da lui predisposto.

#### Salvaguardia delle opere degli avi
Il suo attaccamento e devozione alla dinastia ed ai suoi avi portarono Giovanni Battista ad un continuo studio, organizzazione e salvaguardia dei documenti e delle opere dei suoi predecessori. Ne è esempio l'attività, perseguita per anni ma rimasta incompleta, di ricomposizione e riacquisto della collezione del Museo di Paolo Giovio che originariamente comprendeva oltre quattrocento ritratti di famosi letterati, poeti, filosofi, uomini d'arme, regnanti e potenti. Il Museo, dopo la morte di Paolo Giovio, era stato retto dai Giovio fino al 1615, anno in cui i figli di Lodovico Giovio la vendettero a Marco Gallio, figlio del Cardinale Tolomeo Gallio, questi poi lo rase al suolo; la ricchissima collezione del Museo, tra cui spiccava la serie dei Ritratti degli uomini illustri, venne divisa tra i due rami della famiglia Giovio che a quel tempo (1600) si era suddivisa nel ramo principale del primogenito Ottavio, nipote di Benedetto Giovio e avo di Giovanni Battista, e il ramo cadetto di Lodovico Giovio, citato poc'anzi. Il programma di Giovanni Battista era ambizioso e costoso, appare nel suo epistolario il valore e la responsabilità nei confronti di Como e della comunità dei letterati. In una missiva a Girolamo Tiraboschi il Giovio scrive:
Il credito di quella raccolta a quei giorni fu grande e con ragione. Il Giovio comprava ritratti di ogni dove gli capitavano belli, o dove trovasse un perito artista per eseguirli, inoltre ne chiedea con qualche ardire, perdonabile a un raccoglitore, parecchi in dono. Ne avea quando Raffaello dovette, per ordine di Giulio II e per consiglio del suo congiunto Bramante da Urbino, dipingere nel Vaticano quel prodigioso carcere di San Pietro [...]
Ferdinando d'Austria, figlio dell'imperator Ferdinando, pregò l'atavo mio che permettesse a un pittor suo di poter ricavare molti nostri quadri, e il pittore dimorò in casa nostra fino a tutto il 1580, come da lettere cortesi di quell'Arciduca son fatto certo.
Insomma, la fama del museo durò molt'anni ed ho lettera del 1610 di Federigo Cardinal Borromeo (fondatore della Biblioteca Ambrosiana) in cui chiede all'atavo mio Francesco Giovio di spedirgli un artista a suo conto. [...]
Non è cosa da privato il museo Giovio e che Monsignor Paolo, con grave dispendio, molte amicizie e qualche ardire seppe formarselo. Era egli un uomo cui fin dall'America venivano doni, e nel di lui testamento, ricchissimo, fralle altre ricchezze si nomina uno smeraldo a forma di cuore regalatogli dal famoso Cortés, conquistatore del Messico.»
(Giovanni Battista Giovio, lettera a Girolamo Tiraboschi, 29 agosto 1780. G. Min, 1, cc. 55-56)
Il conte recuperò e arricchì la raccolta epigrafica di Benedetto Giovio, riorganizzandola sotto il portico di ingresso del palazzo in Como. Bibliofilo e collezionista, Giovanni Battista continuò sempre ad ampliare la collezione di libri, stampe e carte geografiche, tanto da parlare nel 1780 di «oltre diecimila volumi» raccolti nelle proprie biblioteche.

### Gli anni tra studio e famiglia

#### Il viaggio letterario
Il 3 settembre 1777 partì insieme ad Alessandro Volta, l'abate Francesco Venini e il conte Francesco Visconti per un viaggio in Svizzera. Molti furono gli incontri significativi che possiamo ripercorrere attraverso il diario che il conte tenne del suo viaggio: a Zurigo Salomon Gessner, a Berna Albrecht Von Haller, a Ginevra Jacob Vernes e, il 23 ottobre, Voltaire.

#### Matrimonio e famiglia
Il 1º giugno 1780 Giovanni Battista sposò Chiara Parravicini, Dama della Croce Stellata, figlia del maggiore delle truppe austriache e Ciambellano Imperiale Pietro Paolo e di Vincenza Carcano. La famiglia e gli otto figli generarono un cambiamento profondo in Giovanni Battista che si rese padre affettuoso e moderno e si occupò in prima persona della loro educazione e della loro cura. Anche nei difficili anni repubblicani, il conte continuò ad occuparsi delle sue ville, soprattutto il palazzo di Como e quello in Verzago, al fine di mantenere inalterate le abitudini familiari. Ai figli dedicò la sintesi de Il Rodriguez ossia La perfezione cristiana, un testo del gesuita Alfonso Rodriguez. Il conte interverrà spesso negli infelici matrimoni di Felicia, il cui marito Innocenzo Porro Carcano sperperava denaro impedendole di vivere nella tranquillità economica, e di Vincenzina, sposa del conte Luigi Panigadi di Modena il quale non trovò mai un impiego e che si dovette trasferire a casa Giovio. Fra i due figli cadetti, Francesco e Paolo, i rapporti non furono mai facili: di caratteri opposti, le loro intemperanze e i loro eccessi costituirono spesso una preoccupazione per il padre. Se costanti cure e attenzioni furono rivolte a tutti i figli, non vi è dubbio che un riguardo particolare fu riservato al primogenito Benedetto. Il Conte cercò di formarlo a sua immagine e ne curò personalmente l'educazione e le aspirazioni, per lui scrisse tre opuscoli col titolo L'uomo privato e pubblico.

#### Opere, studi e rapporti epistolari
Negli anni ottanta il Conte, poco più che trentenne, iniziò realizzare il proprio progetto letterario, etico e politico: decise di rendere la propria casa un centro propulsore dell'ingegno comasco e italiano, costruendo legami con le famiglie patrizie, con letterati, scienziati e colti uomini del tempo. Ai Volta, ormai da tempo vicini a Giovanni Battista, si affiancarono i Cigalini, i Ciceri, i Passalacqua, gli Odescalchi e i Raimondi. Un nido di "colti patrizi",  come definito da Franco Venturi, si definì intorno a Giovanni Battista Giovio. Avviò e infittì la corrispondenza con i più illustri personaggi del tempo. Come si osserva dagli epistolari, colloqui duraturi mantenne con Girolamo Tiraboschi, Giambattista Roberti, Pietro Metastasio, Ippolito Pindemonte, Melchiorre Cesarotti, Saverio Bettinelli, Francesco Algarotti, e non da ultimi Joseph-Louis Lagrange, Alessandro Volta e Ugo Foscolo. 
Nel 1782 pubblicò quattro Elogi dedicati a Francesco Algarotti, Andrea Palladio, Benedetto Giovio e Paolo Giovio. L'intento era quello di riaffermare l'indipendenza e la statura della cultura italiana, adombrata al tempo da quelle d'oltralpe. Dell'Algarotti tracciò un profilo in cui apprezza la varietà degli interessi scientifici, letterari e storici, riconoscendone una "vivacità di mente acuta e brillante". Il Palladio viene presentato come il "Virgilio degli architetti"; Giovio afferma che, alla luce del patrimonio artistico della penisola, era l'Italia la vera erede delle arti.
(Giovanni Battista Giovio, Elogio di Andrea Palladio, pp. 32-33)
In questa prospettiva si collocano gli elogi dei due appartenenti alla famiglia Giovio: esempio di esponenti di primo piano dell'ambiente comasco e italiano nella cultura e nella storia. Benedetto viene celebrato come il dotto che, lontano dalla vanagloria, divenne "l'ottimo padre di famiglia", lungimirante e amministratore del bene comune, di un profilo letterario universale: conosceva l'ebraico, il greco, il latino, scrisse la prima storia di Como (le Historie Patriae), i comaschi gli attribuirono l'onore (mai prima concesso ad un laico) di essere seppellito nel Duomo. Per Paolo rivendicava un ruolo importante nella storia italiana e il contributo alla cultura europea; vicino ai potenti d'Europa (i Medici, Carlo V, Hernan Cortes, etc.), ma che sottolineava la centralità dell'Italia e di Como: con la costruzione del Museo voleva rendere il Lario una meta significativa per gli amanti della storia, della cultura e della natura.
Nel 1784 Giovanni Battista fu accolto nell'Accademia di Venezia e divenne membro dell'Accademia di Parma, Mantova, Pisa e Siena. In quegli anni compose Gli uomini della comasca Diocesi antichi e moderni nelle arti, e nelle lettere illustri. Dizionario Ragionato, un repertorio in ordine alfabetico di artisti e letterati dall'età antica ai contemporanei. l'Opera occupò nel 1784 due volumi del Giornale modenese (il XXVIII e il XXIX); il successo dell'iniziativa spinse Giovanni Battista a raccogliere materiale e pubblicò un Supplemento che uscì l'anno successivo nei due volumi successivi (XXX e XXXI). L'opera si presenta come un campionario di glorie locali di sprone ed esempio a tutti gli abitanti del Lario, Giovio sperava di spingere i giovani all'amore per la storia della loro terra, stimolarli agli studi.
(Giovanni Battista Giovio, Gli uomini della comasca Diocesi antichi e moderni nelle arti, e nelle lettere illustri. Dizionario ragionato)
Con il nome arcadico di "Poliante Lariano", il conte pubblicò Como e il Lario. Diviso i quindici capitoli, il libro ripercorre le opere di quanti scrissero su Como, mettendo in evidenza l'importanza dell'ubicazione del Lario e la sua storia in epoca romana e medievale. Nel quinto capitolo vi è una fotografia della città e in poche pagine il conte descrive il Duomo, le altre chiese principali, i palazzi, le collezioni artistiche e naturalistiche di cui le dimore cittadine e le ville sul lago erano adorne, e i setifici. Nel nono capitolo Giovio descrive le bellezze del Lario, l'orografia della regione, l'indole degli abitanti, le coltivazioni, le miniere.
Le sue opere, accolte favorevolmente dalla critica nazionale ed internazionale, diedero a Giovanni Battista la fama di Filosofo di Como.

### Gli incarichi istituzionali

#### Il Decurionato e la Deputazione Sociale
Il 3 febbraio 1774 Giovanni Battista entrò a far parte, giovanissimo, nel Consiglio decurionale di Como, l'organo amministrativo della città, e fu di mano in mano chiamato a svariate cariche municipali. I primi incarichi lo videro delegato agli affari dell'Adda, delegato all'alloggiamento militare e uno degli edili. Questi uffici lo misero davanti allo strategico tema delle comunicazioni, al quale rimase sempre sensibile: dal 1785 fino al 1796 fu giudice regio e assessore delegato delle strade. Nelle svariate relazioni che il conte inviò al Consiglio generale emerge in primo piano la ferma consapevolezza dell'urgenza degli interventi sul sistema viario lariano e la necessità di far rispettare le leggi sulla manutenzione. Nel 1761, a seguito di una terribile inondazione del lago, il Consiglio lo incaricò di redigere per il governo di Vienna una relazione e di proporre soluzioni agli straripamenti: l'asciugamento della paludi di Colico, l'installazione di macchine idrauliche a Lecco, costante manutenzione nello spurgo degli alvei dei fiumi. 
Giovanni Battista assunse un ruolo di primo piano in un momento molto delicato della storia cittadina: la crisi dell'industria serica comasca di fine '700. Le riforme volute da Giuseppe II nel 1769 e 1784 avevano dato un grande slancio ai prodotti tessili lombardi grazie all'accesso al mercato austriaco in condizioni di privilegio. Tuttavia questo slancio si interruppe bruscamente nel 1787 per effetto della scarsità di raccolto di seta greggia; le oscillazioni del mercato, la manodopera non formata perché reclutata per l'aumento repentino di domanda, la crescente disoccupazione e i disordini che ne seguirono, resero necessario ricorrere a nuovi regolamenti per il lavoro e i rapporti fra operai, proprietari e mercanti. Giovanni Battista scrisse e fece pubblicare la Lettera del commercio comasco: una relazione sintetica che proponeva alcune soluzioni per risollevare la situazione critica in cui versava l'opificio. Lo scritto unisce ai dati statistici e allo stato delle manifatture una riflessione sociale e storica. Inizialmente il Giovio rileva la presenza di un problema di ordine disciplinare, che però non andava risolto con provvedimenti punitivi: occorrevano provvedimenti che si orientassero verso l'educazione popolare, per migliorare le condizioni degli operai e in generale del popolo. Descrive soluzioni per l'incremento della produttività: l'introduzione di un premio per quanti fabbricassero in un anno una misura stabilita di drappi. Giovanni Battista poi proponeva l'introduzione di una fiera, per dare nuova spinta alla situazione al tempo stagnante.
Nel 1790, il nuovo sovrano Leopoldo II stabilì la creazione della Deputazione sociale: un collegio formato da delegati di ciascuna delle sei provincie dello Stato di Milano (Milano, Pavia, Cremona, Lodi, Como e Casalmaggiore) con il compito di redigere 20 punti di interesse comune e un elenco di specifiche necessità (le "Occorrenze") delle varie provincie da presentare a Vienna. Il Consiglio generale di Como scelse Giovanni Battista Giovio e Giorgio Porro Carcano, i quali godevano, per passati incarichi e lignaggio, dell' "accesso alla Regia Ducal Corte". Il 28 giugno 1790 Giovio espose alla Deputazione il testo delle Occorrenze di Como, da lui steso. Dei venti punti nei quali è declinato il testo, nove hanno per oggetto l'industria e la produzione, principalmente serica e laniera, quattro le tasse, tre i privilegi cetuali, uno l'assetto degli studi, uno la Diocesi comasca e uno finale in cui vengono proposti i rimedi per il ristagno economico. Tra i temi trattati: l'esenzione della tassa mercimoniale sul commercio, sulla macellazione della carne, sul frumento e sul vino per i tessitori e i filatori; un regolamento disciplinare del comparto serico; l'intervento sul dazio unico introdotto nel 1787 poiché non aveva tenuto conto della concorrenza svizzera; la reintroduzione della Fiera di Sant'Abbondio a settembre (con il vantaggio di anticipare quella di Lugano in ottobre); il ripristino delle "antichissime pratiche", cioè il ritorno agli antichi poteri dei decurioni, tolti dalle riforme di Giuseppe II. Ma il punto più audace che Giovio espose fu la proposta dell'eliminazione della non proporzionata stima dei fondi stabilita dal catasto: sottolineava come i comaschi subivano una imposizione fiscale molto maggiore rispetto alle altre provincie (ne è esempio il fatto che i territori montani, collinari e di pianura avevano una identica classificazione, anche se la diversità di potenziale rendimento era netta; ciò aveva penalizzato moltissimo la provincia comasca); per rimediare a ciò, GIovio richiedeva l'estinzione del debito pubblico di Como. Alla lettura delle Occorrenze nella Deputazione l'attacco di Milano fu frontale: i deputati milanesi vedevano nelle proposte del Giovio un chiaro vantaggio per Como e un netto svantaggio per Milano. Alle obiezioni mosse dagli altri delegati, Giovio presentò l'Appendice alle Occorrenze. Con l'editto del 20 gennaio 1791 Leopoldo II regolò, in 56 articoli gli oggetti di interesse generale e con 66 quelli relativi alle singole provincie. Vennero accolte la maggior parte delle suppliche di carattere economico argomentate da Giovanni Battista: riduzione i dazi sulle merci tessili in uscita e in entrata, sul frumento e sul vino; concessione della Fiera di Sant'Abbondio; incarico al Consiglio di governo di stendere un piano di disciplina per il setificio comasco; riconsegna al governo cittadino dell'Ospedale Maggiore e la Casa della Misericordia; condono del debito di ventimila lire contratto da Como con la Regia Camera. In ambito politico restituì al governo dei Decurioni le competenze sulla sanità, sulle vettovaglie e sulle strade.
Nel 1791 Vienna stabilì che dovessero essere nominati i delegati delle varie provincie lombarde per formare la Congregazione dello Stato. il 14 febbraio 1971, a Como, ventuno decurioni elessero come primo delegato della città, con 16 voti, Giovanni Battista Giovio; come secondo assessore fu scelto Antonio Perti. La nomina di Giovanni Battista rispecchia la considerazione e la stima per le energie spese nella stesura delle Occorrenze. Il Giovio accettò ufficialmente la nomina del Consiglio, ma subito dopo si scontrò con la contrarietà della moglie e della famiglia a trasferirsi a Milano. Anteponendo il bene della propria famiglia a quello della città, anche se con sincero rammarico ed imbarazzo, Giovanni Battista presentò le dimissioni dalla Congregazione dello Stato:
(Giovanni Battista Giovio, lettera al Coniglio Decurionale, 21 febbraio 1791)

#### Gli anni repubblicani
Gli ultimi anni del '700 videro un radicale cambiamento politico: i francesi guidati da Napoleone Bonaparte giunsero in Italia. Napoleone, agli occhi di Giovanni Battista, non era un liberatore, bensì un saccheggiatore come tutti gli altri conquistatori; il Giovio commentò gli avvenimenti contemporanei e le proprie convinzioni nei Ritratti delle cose lombarde nel 1796 e 1797 e 1798 e nel Giornale politico: con una serie di editti "cantafavole", scrive, furono confiscate armi, occupati palazzi e commesse ruberie del patrimonio artistico e culturale.
Nel 1796 fu incaricato - quale rappresentante della città di Como - insieme con Alessandro Volta, di rendere omaggio, come tutte le città lombarde, a Napoleone che a seguito della battaglia di Lodi entrò vincitore in Milano alla testa dell'esercito della Repubblica francese. Così scrive Giovanni Battista:
Escono frattanto da Porta Romana i pubblici rappresentanti all'incontro e con essi pur io. Non cesserò mai di meravigliarmi, come una città sì grande, che aveva guarnigione e castello, divenisse suddita in quel giorno della novella Repubblica. Tre o quattromila francesi stanchi, laceri, assonnati le stavano alla porta. Eccoti Bonaparte nel dì seguente; gli si va incontro riceve il complimento e col solito frasario di proprietà salve, di religione e di costumanze rispettate, e s'avvia il corteggio al palazzo arciducale [...] Dovunque tavole cariche d'immenso pane bianco qual neve, e botti di vino, e buoi squartati, onde da que' giorni s'incominciò a mantenere colle nostre sostanze quella masnada d'eroi [...] Noi guidati dal general Despinoy visitammo l'Annibale Italico [...]»
(Giovanni Battista Giovio, Ritratti delle cose lombarde)
Pochi giorni dopo, il 22 maggio, sessanta dragoni francesi entrarono a Como e presero il comando della città e si appropriarono di quasi 95.000 lire. Durante il Triennio giacobino la gran parte della popolazione comasca rimase estranea agli sconvolgimenti politici repubblicani (di 15.000 cittadini, solo 87 erano politicamente attivi schedati come repubblicani e 28 antirepubblicani). Dalle schede informative del 1798 con le quali vennero schedati tutti i cittadini secondo le loro presunte opinioni politiche in elenchi di "patrioti" e "nemici della pubblica causa", Giovanni Battista viene inserito come "ex-nobile" e "antirepubblicano", ma gli sono riconosciuti "talenti molti". Giovanni Battista rimase per tutto il Triennio un sorvegliato speciale, un insidioso e irritante aristocratico filoaustriaco; viene preso di mira nel Giornale degli amici della libertà e dell'uguaglianza da un anonimo Amico de' cavalieri. Il 27 agosto 1796 venne rinnovata la Municipalità in Como, Giovio scrive nei Ritratti delle cose lombarde: «Il giorno 27 dovea essere installata la nuova Municipalità composta da XII. Volta rinunziava, Odescalchi non compariva. Solo io de' sedenti dovevo essere destituito. Grand'onore!». Il 28 agosto il nuovo governo cittadino, in sostituzione alla Congregazione municipale, vede ridotta la presenza nobiliare e Giovanni Battista uscì dalla scena politica, tuttavia era ancora precluso l'accesso ai più attivi repubblicani. nell'ottobre del 1796 Municipalità di Como fu sostituita da altri 12 cittadini di orientamento repubblicano. 
Nello stesso ottobre 1796 la famiglia Giovio si era trasferita nella villa di Verzago, per proteggersi dai clamori e dai rivolgimenti che in città si susseguivano. La sera del 1 dicembre Giovanni Battista dovette riparare a Bergamo presso la contessa Paolina Secco Suardi Grismondi fino al 10 dicembre; l'avvenimento viene raccontato dalla figlia Felicia: «Era l'autunno avanzato, sul tramonto del sole, e arriva per la salita un buon uomo, il domestico Giovanni che veniva a passo svelto dal villaggio. [...] affannato entra Giovanni, porta da Como un messaggio che recita "non v'è più tempo, una capanno per lei sarà il migliore ricovero". [...] All'alba, scortato da quattro suoi robusti agricoltori amorosi, partì». Giovanni Battista, calmati gli animi, rientrò a Como, ma, nonostante la posizione ormai ritirata, la situazione non andò migliorando: venne minacciato e insultato negli editti, invitato a esprimere pubblicamente la propria gioia per le vittorie francesi, fu flagellato dalle tasse e dai prestiti forzosi (le requisizioni che effettuava il governo francese) poiché il suo patrimonio era (e rimase anche dopo il periodo repubblicano) uno dei maggiori in città (il terzo dopo Innocenzo Odescalchi e Andrea Lucini Passalacqua). 
Nell'aprile del 1800 gli austriaci entrarono in Milano e Como fu abbandonata dai francesi. Nei tredici mesi successivi Giovanni Battista si rimise al lavoro, soprattutto nella stesura da La conversione politica o Lettere ai Francesi. Nell'opera il conte da sfogo a tutto il livore nato dai torti personali subiti: traduce le nove Lettres aux Francais di Giuseppe Gorani e ampliò il progetto in quattordici lettere: attacca le "pazzie dell'ateismo", vede nella democrazia il limite di "temere fin l'ombra dell'autorità" e la paura dell'autorità la sgretola nell'anarchia e da lì "facilmente sorge un padrone". L'ultima parte è un attacco diretto contro la campagna d'Italia di Napoleone che "guastò tutta questa penisola". Il 16 giugno Napoleone rientrò vittorioso in Italia; al ritorno dei francesi Giovanni Battista pagò caro le sue dichiarazioni: l'11 luglio il comandante militare di Como Cavaillé arresto Giovanni Battista, che fu rinchiuso nelle prigioni pubbliche per tre giorni. Interrogato a Milano, venne liberato, ma non ritrattò mai le Lettere. 
La seconda Repubblica Cisalpina e il Regno d'Italia sancì il tramonto del peso politico dei ceti nobiliari locali con la subordinazione del governo cittadino alle istituzioni. Giovanni Battista, tuttavia, non scelse un eremitico ritiro: il senso di responsabilità e l'intenzione di favorire le scelte dei figli che, pur osteggiati dal padre, si arruolarono nell'esercito napoleonico, lo riportarono a pubblicare ai ritmi degli anni precedenti. Tra le opere di quegli anni: le Iscrizioni Militari (1802, 1804), le Lettere Lariane (1803), la raccolta Opuscoli Patrj (1804). L'incipit per le Iscrizioni Militari venne dal generale Teulié, che si rivolse al Giovio per farsi consigliare il nome di 24 uomini che si fossero distinti in arme e di scrittori militari per decorare le pareti del ricovero dei soldati presso San Celso in Milano. Alle prime 37 Iscrizioni ne seguirono altre 33; i soggetti che Giovanni Battista seleziona rivendicano la centralità della cultura classica e della cultura italiana: accanto ad Omero trovano posto Senofonte, Polibio, Machiavelli, Dante e Francesco Algarotti. Negli Opuscoli Patrij Giovanni Battista critica la stagione repubblicana ed allo stesso tempo scrive come, dopo gli abusi della rivoluzione ed il caos generale è nuovamente possibile lavorare per il bene comune perché si è recuperato molto dal passato. 
Nel 1804 venne nominato membro del Consiglio elettorale de' possidenti e del Consiglio generale del dipartimento di Como; nel 1806 venne nominato Propodestà di Como. Anche se riabilitato nella scena politica, Giovanni Battista osteggiò sempre l'operato di Napoleone; al Giovio giunse l'invito per l'incoronazione di Bonaparte nel maggio del 1805, ma per problemi di salute non partecipò. Il 22 luglio 1806 chiese di essere dimesso dalla carica che lo aveva posto alla testa della Municipalità urbana. Un anno più tardi fu reintegrato come membro del Consiglio generale del dipartimento e nel 1810 fu eletto presidente del Consiglio dipartimentale del Lario, carica alla quale fu riconfermato per quattro volte consecutive. Giovanni Battista aveva a cuore l'istruzione per più larghi strati della popolazione e accettò la nomina di prefetto degli Studi e la presidenza, nel 1810, della Società di scienze, belle lettere ed arti e, successivamente, del Ginnasio. 

### Giovanni Battista e Ugo Foscolo
Non ci è noto quando il conte ed il giovane poeta Ugo Foscolo esattamente si incontrarono la prima volta, sicuramente molto prima l'estate del 1807 (la lettera di più vecchia data che ci è rimasta del poeta, diretta al Giovio, è del 22 giugno 1807 e risponde ad una missiva del conte); le lettere che Foscolo diresse ai Giovio sono più di sessanta, scritte negli anni dal 1807 al 1814, e precisamente cinquantaquattro ebbero per destinatario il Conte, due la contessa, due ciascuno i figli Benedetto e Paolo, tre la figlia Francesca. Un fitto carteggio tra il Foscolo e il conte Giovanni Battista Giovio si ebbe per la discussione intorno alla Prolusione (orazione inaugurale per l’assunzione della cattedra in Pavia da parte del poeta), recitata dal poeta all’Università di Pavia il 22 gennaio 1809. Il conte Giovio ne ricevette una copia, mandatagli dall’autore. In vista di una nuova edizione, Foscolo chiese al conte di farne oggetto di un esame critico e il Giovio presentò i risultati in una lettera diretta al poeta l’8 marzo 1809: «Ella vuole ad ogni conto che io Le mandi alcune mie osservazioni intorno all'Orazion sua dell’Origine e dell’ufficio della letteratura, della quale intende di pubblicare una seconda edizione, e per atto di sua benevolenza intitolarmela. … Ma Ella vuole osservazioni. Sarà un atto d’amicizia il compiacerla rapidamente». Espose quindi una ad una tutte le sue considerazioni, riguardanti i contenuti, il lessico e la forma dell’opera. Il Foscolo rispose con una lettera di difesa, ma insieme di gratitudine:
(Ugo Foscolo, lettera a Giovanni Battista Giovio. Edizione Nazionale delle Opere di Ugo Foscolo.  Firenze, Le Monnier, 1933-1994 - Volumi XIV, XV, XVI, XVII, XVIII, XIX.)

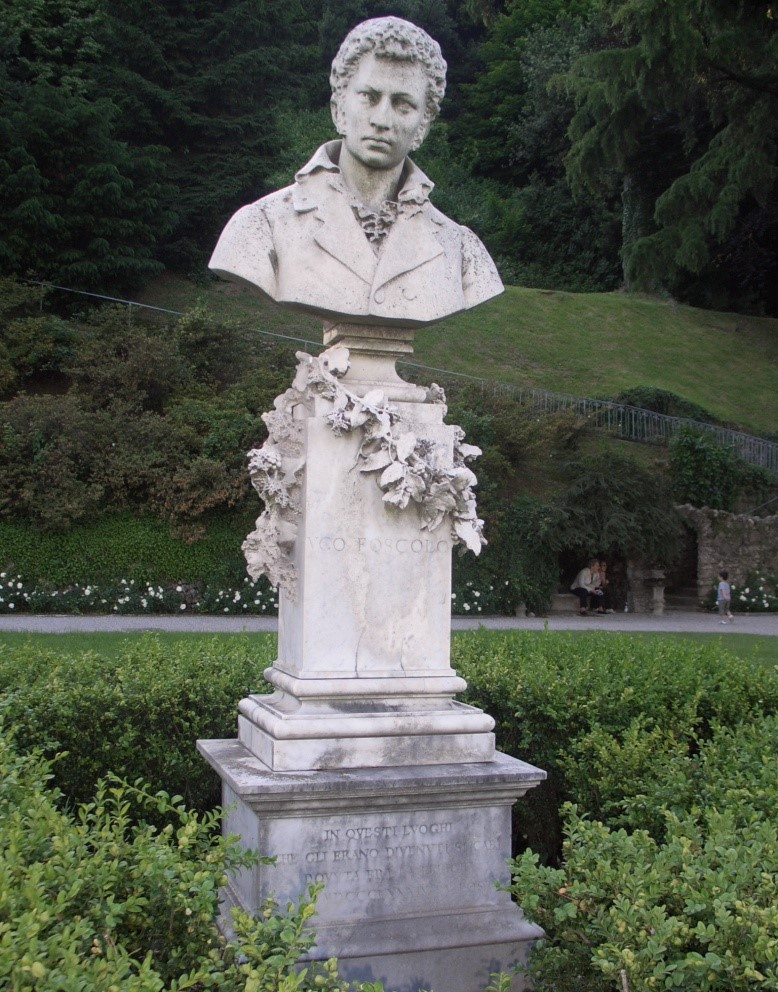
Busto di Ugo Foscolo nella Villa Giovio del Grumello, Como

Tra Giovanni Battista e Foscolo si aprì progressivamente una confidenza reciproca; il carteggio tra il Foscolo e il Giovanni Battista fu incessante e tocca non solo aspetti personali, ma anche argomenti culturali, uno scambio di informazioni letterarie di vario genere, giudizi letterari, discussioni di principi filosofici, religiosi e politici. Invitato dal conte, il poeta venne per la prima volta in casa Giovio - pare - il 30 luglio 1808, nella Villa del Grumello, soggiorno estivo dei Giovio, ma egli fu spesso ospite dei conti nelle Ville di Como e di Verzago. Fu durante queste visite in casa Giovio che Foscolo si innamorò della figlia di Giovanni Battista, Francesca. Un amore ricambiato, ma travagliato, ostacolato dalla disparità di censo e che struggeva l'animo del poeta; egli sapeva che mai avrebbe potuto ambire alla mano della figlia di un conte; scrisse così a Francesca Giovio, in una lettera di 30 pagine:
(Ugo Foscolo, lettera a Francesca Giovio, 19 agosto 1809. Edizione Nazionale delle Opere di Ugo Foscolo.  Firenze, Le Monnier, 1933-1994 - Volume XVI.)
Di quanto fossero profondi i sentimenti del Foscolo per Francesca ne è prova che nell’animo del poeta si palesava l’idea di sposarla, ma questo sogno doveva infrangersi:
non sarete d’altri. …se sarete padrona di voi, se sarete disgraziata; se vi mancasse nel mondo un marito, un amico, io volerò a voi: io vi sarò marito, padre, amico, fratello. Ma non sarete mia moglie finchè potrò comparire vile d’innanzi a me, seduttore verso i vostri parenti, e crudele con voi. Addio con tutta l’anima, addio.»
(Ugo Foscolo, lettera a Francesca Giovio. Edizione Nazionale delle Opere di Ugo Foscolo.  Firenze, Le Monnier, 1933-1994 - Volume XVII.)
Ad interrompere definitivamente questo idillio fu il colonnello dell’Armata d’Italia Vittore Vautré, che il 14 marzo 1810 inviò al conte Giovio una lunga lettera per chiedere la mano di Francesca, essa resistette più volte al padre, rifiutando quel partito. Infine, il 12 settembre 1810 la contessina Francesca Giovio andò sposa al colonnello.
Foscolo strinse forti amicizie anche con gli altri figli di Giovanni Battista, in particolare con il primogenito Benedetto. Foscolo, infatti, lo raffigurò nel carattere di Guido nella Ricciarda. Giovanni Battista scrisse al poeta il 17 settembre 1813: «M’aspetto che più dolci lagrime faccia versare la di Lei Ricciarda. Mi ricordo troppo di ciò ch’Ella mi disse, e dell’aver voluto copiare pel suo Guido il carattere in parte del figlio mio».

### Gli ultimi anni
Nel gennaio 1808 il figlio primogenito Benedetto, contro ogni volere del padre, si arruolò nei Dragoni della Guardia Reale del Regno d’Italia retto al tempo dal Viceré Eugenio de Beauharnais, e nel 1812 partì per la Campagna di Russia guidata da Napoleone e nominato Capitano dopo valorose azioni sul campo di Weliza.  Ma Benedetto Giovio, nella disastrosa ritirata dell’esercito napoleonico, morì giovanissimo per febbre il 17 dicembre 1812 a Gübingen, a soli 25 anni.
Giovanni Battista soffrì tremendamente per la morte del primogenito e non riuscì mai ad alleviare il dolore. Ci rimane la descrizione, tra le carte del conte, dell'ultimo suo incontro col Foscolo:
(Giovanni Battista Giovio, miscellanea)
L’ultimo scritto che resta di Foscolo a Giovanni Battista Giovio è datato al 27 marzo 1814 e contiene espressioni calorose, di gentile affetto e d’augurio per la salute del conte, scossa dalla morte di Benedetto:
(Ugo Foscolo, lettera a Giovanni Battista Giovio, 27 marzo 1814. Edizione Nazionale delle Opere di Ugo Foscolo.  Firenze, Le Monnier, 1933-1994 - Volume XVIII.)

La sera del 17 maggio 1814 Giovanni Battista Giovio, lacerato dalla sofferenza per il figlio perduto e col fisico minato dalla malattia, morì. È sepolto nella cappella di Villa Giovio a Verzago, come da volontà testamentarie, nel sepolcro da lui stesso predisposto. Sul sepolcro si legge l'epigrafe: IO BAP IOVIVS COMITIS FRANCISCI F SI MAIORVM SVORVM NOVOCOMII VETVSTVM ANTIQVARETVR HOC SIBI POSTERIQVE.

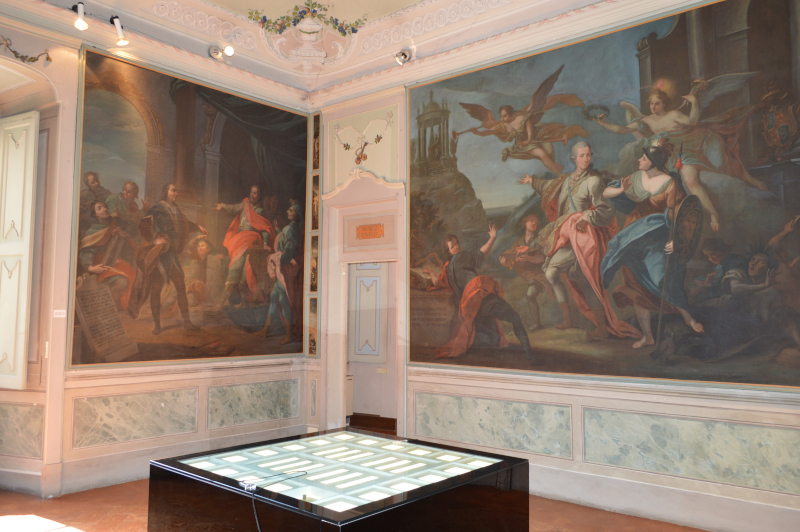
Sala del Museo Archeologico Paolo Giovio di Como. Sulla destra: Giovanni Battista sale al Tempio della Gloria. Sulla sinistra: Benedetto Giovio avanti Francesco II Sforza

## Opere
- Gli uomini della comasca diocesi nelle arti, e nelle lettere illustri (1784)
- Lettere lariane, raccolta (1802 - 1813)
- Opuscoli Patrii (1804)
- Como e il Lario (1805)
- Viaggio pel Lago di Como (1795)
- Commercio Comasco (1786)
- Pensierii varii, raccolta (1781)
- Lettere elvetiche - diario di viaggio in Svizzera del 1777 con Alessandro Volta[12], diario (1777)
- Poesie del conte Gio. Battista Giovio, raccolta di poesie (Locatelli, 1774)
- Saggio sopra la religione del conte Giambattista Giovio, Cavaliere del S.M. Ordine di S. Stefano e Ciambellano attuale delle LL.MM.II.R.A., saggio (1774)
- Idee sulla felicità (1774)
- Discorso sopra la pittura (1776)
- Perfezion cristiana (1800)
- Pensieri di Hervey sulle tombe (1809)
- Manuale cristiano o Enchiridion (1811)
- Tristezza (1812)
- Del mondo in generale, di lui origine e fine, poemetto (1773)
- Sopra il sole. Di lui materia, la luce, colori, moto, l'ombra di Swinden, poemetto (1773-1774)
- Le stelle, poemetto
- Elogio funerale a Maria Lucrezia Anastasia Marchesa Porro Odescalco dama dell'Imperial Ordine della Crociera, elogia (1778)
- Elogio del conte Francesco Algarotti, elogia (1782)
- Elogio di Andrea Palladio architetto, elogia (1782)
- Abbozzo di memorie sopra mio suocero, il Maggiore Don Pietro Paolo Parravicini Ciambellano imperiale, elogia
- Elogio di Benedetto Giovio, elogia (1782)
- Elogio di monsignor Paolo Giovio il giovane vescovo di Nocera, elogia (1782)
- Iscrizioni pegl'invalidi di Milano (1802)

## Discendenza
- Benedetto Giovio, primogenito † 1812
- Francesco Giovio, secondogenito e successore di G.B., sposa Clelia dei marchesi Cigalini
- Paolo Giovio, sposa Luigia dei conti Caroelli
- Felicia Giovio, sposa il marchese Carlo Innocenzo Porro
- Carolina Giovio, sposa il barone colonnello Gaetano Bianchi
- Luigia Giovio, sposa Baldassarre Lambertenghi
- Vincenza Giovio, sposa il conte Luigi Panigadi di Modena
- Francesca Giovio, sposa il barone colonnello Vittore Vautré

## Ascendenza
|                                         |  |                | Genitori |  |  | Nonni |  |  | Bisnonni      |  |  | Trisnonni        |  |
|                                         |  |                |          |  |  |       |  |  | Giulio Giovio |  |  | Francesco Giovio |  |
|                                         |  |                |          |  |  |       |  |  | Giulio Giovio |  |  | Francesco Giovio |  |
|                                         |  | Luigia Tridi   |          |  |  |       |  |  | Giulio Giovio |  |  |                  |  |
| Giambattista Giovio                     |  |                |          |  |  |       |  |  | Giulio Giovio |  |  |                  |  |
|                                         |  | Caterina Tridi |          |  |  |       |  |  |               |  |  |                  |  |
|                                         |  |                |          |  |  |       |  |  |               |  |  |                  |  |
|                                         |  |                |          |  |  |       |  |  |               |  |  |                  |  |
| Francesco Giovio                        |  |                |          |  |  |       |  |  |               |  |  |                  |  |
|                                         |  |                |          |  |  |       |  |  |               |  |  |                  |  |
|                                         |  |                |          |  |  |       |  |  |               |  |  |                  |  |
|                                         |  |                |          |  |  |       |  |  |               |  |  |                  |  |
| Lucrezia Odescalchi                     |  |                |          |  |  |       |  |  |               |  |  |                  |  |
|                                         |  |                |          |  |  |       |  |  |               |  |  |                  |  |
|                                         |  |                |          |  |  |       |  |  |               |  |  |                  |  |
|                                         |  |                |          |  |  |       |  |  |               |  |  |                  |  |
| Giovanni Battista Giovio                |  |                |          |  |  |       |  |  |               |  |  |                  |  |
|                                         |  |                |          |  |  |       |  |  |               |  |  |                  |  |
|                                         |  |                |          |  |  |       |  |  |               |  |  |                  |  |
|                                         |  |                |          |  |  |       |  |  |               |  |  |                  |  |
| Giovanni Paolo della Torre di Rezzonico |  |                |          |  |  |       |  |  |               |  |  |                  |  |
|                                         |  |                |          |  |  |       |  |  |               |  |  |                  |  |
|                                         |  |                |          |  |  |       |  |  |               |  |  |                  |  |
|                                         |  |                |          |  |  |       |  |  |               |  |  |                  |  |
| Felicia Della Torre di Rezzonico        |  |                |          |  |  |       |  |  |               |  |  |                  |  |
|                                         |  |                |          |  |  |       |  |  |               |  |  |                  |  |
|                                         |  |                |          |  |  |       |  |  |               |  |  |                  |  |
|                                         |  |                |          |  |  |       |  |  |               |  |  |                  |  |
| Teresa Odescalchi                       |  |                |          |  |  |       |  |  |               |  |  |                  |  |
|                                         |  |                |          |  |  |       |  |  |               |  |  |                  |  |
|                                         |  |                |          |  |  |       |  |  |               |  |  |                  |  |
|                                         |  |                |          |  |  |       |  |  |               |  |  |                  |  |
|                                         |  |                |          |  |  |       |  |  |               |  |  |                  |  |